# Kate Elliott
Kate Elliott – literacki pseudonim Alis A. Rasmussen (ur. 1958) – amerykańska pisarka fantasy i science fiction.
W Polsce ukazało się pięć pierwszych powieści z cyklu Korona gwiazd.

## Nominacje i nagrody
- The Golden Key – nominacja do nagrody World Fantasy w kategorii najlepsza powieść w 1996 roku.
- Królewski smok – nominacja do nagrody Nebula w kategorii najlepsza powieść w 1997 roku.

### Trylogia Highroad
- A Passage of Stars (1990) – jako Alis A. Rasmussen
- Revolution's Shore (1990) – jako Alis A. Rasmussen
- The Price of Ransom (1990) – jako Alis A. Rasmussen

### Jaran
- Jaran (1992)
- An Earthly Crown (1993)
- His Conquering Sword (1993)
- The Law of Becoming (1994)

### Korona gwiazd
- Królewski smok (King’s Dragon, 1997)
Zysk i S-ka, 2000, tł. Joanna Wołyńska, ISBN 83-7150-617-1
Zysk i S-ka, 2011, tł. Joanna Wołyńska, ISBN 978-83-7506-512-1
- Książę psów (Prince of Dogs, 1998)
Zysk i S-ka, 2001, tł. Joanna Wołyńska, ISBN 83-7150-879-4
Zysk i S-ka, 2014, tł. Joanna Wołyńska, ISBN 978-83-7506-706-4
- Głaz gorejący (The Burning Stone, 1999)
Zysk i S-ka, 2003, tł. Joanna Wołyńska, ISBN 83-7150-941-3
Zysk i S-ka, 2014, tł. Joanna Wołyńska, ISBN 978-83-7506-707-1
- Dziecko płomienia (Child of Flame, 2000)
Zysk i S-ka, 2010, tł. Joanna Szczepańska, ISBN 978-83-7506-708-8
- Nadciągająca burza (The Gathering Storm, 2003)
Zysk i S-ka, 2014, tł. Joanna Szczepańska, ISBN 978-83-7506-933-4
- In the Ruins (2005)
- The Crown of Stars (2006)

### Crossroads
- Spirit Gate (2007)
- Shadow Gate (2008)
- Traitor's Gate (2009)

### Trylogia Spiritwalker
- Cold Magic (2010)
- Cold Fire (2011)
- Cold Steel (2012)

### Trylogia Court of Fives
- Court of Fives (2015)
- Poisoned Blade (2016)
- Buried Heart (2017)

### Magic: The Gathering
- Throne of Eldraine: The Wildered Quest (2019)

### The Sun Chronicles
- Unconquerable Sun (2020)
- Furious Heaven (2023)

### Inne powieści
- The Labyrinth Gate (1988) – jako Alis A. Rasmussen
- The Golden Key (1996) – z Melanie Rawn i Jennifer Roberson
- Servant Mage (2022)
- The Keeper's Six (2023)

### Opowiadania
- My Voice Is in My Sword – w antologii Weird Tales from Shakespeare (1994)
- The Memory of Peace – w antologii Enchanted Forests (1995)
- A Simple Act of Kindness – w antologii The Shimmering Door (1996)
- With God to Guard Her – w antologii Return to Avalon (1996)
- The Gates of Joriun – w antologii Tarot Fantastic (1997)
- Making the World Live Again – w antologii Zodiac Fantastic (1997)
- Sunseeker – w antologii 30th Anniversary DAW Books Science Fiction (2002); w świecie Jaran
- Riding the Shore of the River of Death – w antologii A Fantasy Medley (2009); w świecie Korony gwiazd